# スーパーファイティングIGF
スーパーファイティングIGF（―アイ・ジー・エフ）は、2012年よりBS11で放送開始したプロレス番組である。

## 概要
アントニオ猪木が主宰するプロレス団体「イノキ・ゲノム・フェデレーション（IGF）」の大会の模様を録画中継で送る。
第1弾は「闘魂スペシャル IGFプロレス（とうこんスペシャル アイ・ジー・エフ・プロレス）」のタイトルで「GENOME18」を2012年2月29日放送。放送は大会日より12日後の21時より1時間枠での録画中継となる。
5月20日に「IGF5周年スペシャル GENOMEの進化」と題して特集放送。
6月3日放送「GENOME20」よりタイトルを「スーパーファイティングIGF」に変更。

## 解説
- 流智美
- "Show"大谷泰顕

## 実況
- 辻よしなり
- 山口雅史